# Mycalesis ushiodai
Mycalesis ushiodai är en fjärilsart som beskrevs av Matsumura 1935. Mycalesis ushiodai ingår i släktet Mycalesis och familjen praktfjärilar. Inga underarter finns listade i Catalogue of Life.